# Кандыколь (озеро)
Кандыколь (каз. Қандыкөл) — озеро в районе Беимбета Майлина Костанайской области Казахстана. Находится в 1 км к западу от села Щербиновка.
По данным топографической съёмки 1957 года, площадь поверхности озера составляет 1,18 км². Наибольшая длина озера — 1,5 км, наибольшая ширина — 1 км. Длина береговой линии составляет 4,4 км, развитие береговой линии — 1,13. Озеро расположено на высоте 209,4 м над уровнем моря.